# دریاچه دووخیورتوچنویه
دریاچه دووخیورتوچنویه (انگلیسی: Dvuhyurtochnoe Lake) یک دریاچه در سرزمین کامچاتکای کشور روسیه است.